# Дуриан
Дуриан (Durio) са род тропически дървета, разпространени основно в Югоизточна Азия. Плодовете им са големи, бодливи с много минерали и хранителни вещества. Основен недостатък е острата им миризма. Зрелият плод може да достигне до 4 kg, а дървото до 40 m височина. От долната си страна листата на дърветата са златно жълти или сребърни. Цветовете са светло жълти и се разтварят за по-малко от 24 часа.
Пътешественикът Ричард Стърлинг определя миризмата на дуриан като „нещо средно между свински изпражнения, терпентин и лук“. Поради този недостатък плодовете са забранени за транспортиране в самолетите, автобусите и градския транспорт в някои азиатски страни.

## Класификация
Род Дуриан
- Вид Durio zibethinus
- Вид Durio dulcis
- Вид Durio grandiflorus
- Вид Durio graveolens
- Вид Durio kutejensis
- Вид Durio lowianus
- Вид Durio macrantha
- Вид Durio oxleyanus
- Вид Durio testudinarum
- Вид Durio acutifolius
- Вид Durio affinis
- Вид Durio beccarianus
- Вид Durio bukitrayaensis
- Вид Durio burmanicus
- Вид Durio carinatus
- Вид Durio crassipes
- Вид Durio excelsus
- Вид Durio griffithii
- Вид Durio kinabaluensis
- Вид Durio lanceolatus
- Вид Durio lissocarpus
- Вид Durio macrolepis
- Вид Durio macrophyllus
- Вид Durio malaccensis
- Вид Durio mansoni
- Вид Durio oblongus
- Вид Durio pinangianus
- Вид Durio purpureus
- Вид Durio singaporensis
- Вид Durio wyatt-smithii

## Галерия
- Дуриан
- Скица на дуриана
- Дурианово дръвче в Малайзия, сравнено с човешки ръст
- Знак в Сингапур, забраняващ пренасянето на дуриани в градския транспорт